# Brian Schatz
Brian Emanuel Schatz (Ann Arbor, 20 ottobre 1972) è un politico statunitense, senatore per lo stato delle Hawaii dal 2012 e in precedenza vicegovernatore dello stesso stato dal 2010 al 2012. Membro del Partito Democratico, Schatz ha altresì servito come rappresentante statale dal 1998 al 2006.

## Biografia
Nato nel Michigan, Schatz si trasferì da bambino nelle Hawaii e per un periodo studiò in Kenya. Tornato negli Stati Uniti si dedicò alla politica e aderì al Partito Democratico.
Nel 1998 venne eletto alla Camera dei Rappresentanti delle Hawaii e mantenne l'incarico per otto anni, finché nel 2006 si candidò alla Camera dei Rappresentanti nazionale. La sua campagna elettorale tuttavia non ebbe successo e Schatz si classificò solo sesto nelle primarie, alle spalle di Mazie Hirono che venne poi eletta.
Nel 2008 venne eletto presidente del Partito Democratico delle Hawaii, incarico che lasciò due anni dopo quando il candidato governatore Neil Abercrombie lo volle come suo vice. I due riuscirono a vincere le elezioni e Schatz divenne così vicegovernatore.
Nel dicembre del 2012 il senatore in carica da quarantanove anni Daniel Inouye morì improvvisamente e il suo seggio rimase vacante. Secondo le leggi dello Stato, il nuovo senatore doveva essere nominato dal governatore, che lo selezionava da una lista di tre nomi presentata dal partito. Poco prima di morire Inouye aveva scritto una lettera al governatore Abercrombie in cui esprimeva il desiderio di essere succeduto dalla deputata Colleen Hanabusa; il Partito Democratico in effetti incluse la Hanabusa nella sua lista, insieme a Schatz e a Esther Kia'aina, vicedirettrice del Dipartimento del Territorio e delle Risorse Naturali; alla fine contro il volere del defunto senatore, Abercrombie scelse di nominare senatore il suo vice Schatz, che approdò così al Congresso.
Brian Schatz, che è un democratico di stampo progressista, è sposato con Linda Kwok Kai Yun e ha due figli.